# Bugner József
Joe Bugner (eredeti neve: Kreul József, Szőreg, 1950. március 13. –) magyar származású angol és ausztrál ökölvívó, színész.

## Életpályája
Szüleivel az 1956-os forradalom után hagyta el az országot, előbb Angliában, később Ausztráliában telepedett le. Az 1970-es években élte virágkorát, bokszolt a kor nagyjaival, Joe Frazierrel és Muhammad Alival.
Szerepelt több Bud Spencer-filmben mint rosszfiú, többek között az Én a vízilovakkal vagyok című film negatív főhősét alakítja.
Jelenleg[mikor?] Ausztráliában él.

## Profi eredményei
- 83 mérkőzés: Győzelem: 69 (41 KO), Vereség: 13 (4 KO), Döntetlen: 1
- Menetek száma: 571
- KO%: 49,4

## Filmjei
- Akit Buldózernek hívtak (1978)
- Seriff az égből (1979)
- Én a vízilovakkal vagyok (1979)
- Aranyeső Yuccában (1981)
- Barracuda (1988)
- A végzet országútján (1991)
- Time Trax – Hajsza az időn át (1993)
- Street Fighter – Harc a végsőkig (1994)
- Utazás a Föld középpontja felé (1999)
- Pizza (2000)
- Az elveszett világ (2001)
- Egyenesbe jövünk (2003)
- Sikamlós szállítmány (2004)